# Andreas Karapatakis
Andreas Karapatakis (gr. Ανδρέας Καραπατάκης; ur. 2 grudnia 1964) – cypryjski żeglarz, olimpijczyk.
Wystąpił na Letnich Igrzyskach Olimpijskich 1988 w Seulu, gdzie startował w zawodach jachtów klasy 470. Razem ze swoim młodszym partnerem Christosem Christoforu zdobył 223 punkty i zajął przedostatnie 28. miejsce, wyprzedzając tylko parę z Pakistanu.